# Liberala samlingspartiet
Liberala samlingspartiet var ett svenskt liberalt riksdagsparti under åren 1900–1924. Partiet bildades den 16 januari 1900 genom en fusion av Folkpartiet och de två liberala grupperingarna Bondeska och Friesenska diskussionsklubbarna. Till det nybildade samlingspartiet anslöt sig också en del lantmannapartister och partilösa. Frisinnade landsföreningen, grundad två år efter Liberala samlingspartiet, blev partiets riksorganisation.
Liberala samlingspartiet hade, till följd av rösträttsreglerna, från början sin tyngdpunkt i andra kammaren, där man vid grundandet hade 84 ledamöter och vid 1905 års val kulminerade med 106 ledamöter. Partiet var i regeringsställning åren 1905–06, 1911–14 (Karl Staaff) och 1917–20 (Nils Edén).
Partiet splittrades efter Frisinnade landsföreningens landsmöte den 27 maj 1923 på frågan om spritförbud. Vid landsmötet fick förbudsvännerna majoritet och kunde därmed skriva in spritförbudet i partiprogrammet. En minoritet bestående av flera riksdagsmän, bland andra Nils Edén och Alfred Nilsson, lämnade partiet och påbörjade arbetet med att bilda ett eget parti som var emot ett spritförbud. När riksdagen 1924 öppnades splittrades riksdagspartiet Liberala samlingspartiet i två olika partier: det förbudsvänliga Frisinnade folkpartiet (med Frisinnade landsföreningen som riksorganisation) och det förbudsovänliga Liberala riksdagspartiet (med Sveriges liberala parti som riksorganisation).
Sveriges första kvinna i riksdagens första kammare, Kerstin Hesselgren, tillhörde partiet från sitt tillträde i kammaren 1922 till dess att partiet upphörde. Därefter satt hon under större delen av sin resterande riksdagskarriär som liberal politisk vilde.

## Partiledare
| Period    | Partiledare               |
| --------- | ------------------------- |
| 1900–1905 | Sixten von Friesen        |
| 1907–1915 | Karl Staaff               |
| 1916–1917 | Daniel Persson i Tällberg |
| 1918–1923 | Nils Edén                 |

## Gruppledare
Följande personer var ordförande i partiets riksdagsgrupper.

### Första kammaren
| Period    | Ordförande         |
| --------- | ------------------ |
| 1916–1921 | Herman Kvarnzelius |

| Period | Vice ordförande    |
| ------ | ------------------ |
| 1922   | Herman Kvarnzelius |

| Period | Andre vice ordförande |
| ------ | --------------------- |
| 1923   | Carl Gustaf Ekman     |

### Andra kammaren
| Period    | Ordförande     |
| --------- | -------------- |
| 1918-1920 | Raoul Hamilton |
| 1920-1921 | Nils Edén      |

| Period    | Vice ordförande |
| --------- | --------------- |
| 1916-1917 | Raoul Hamilton  |
| 1921-1922 | Raoul Hamilton  |

| Period | Andre vice ordförande |
| ------ | --------------------- |
| 1923   | Raoul Hamilton        |